# Ashokavadana

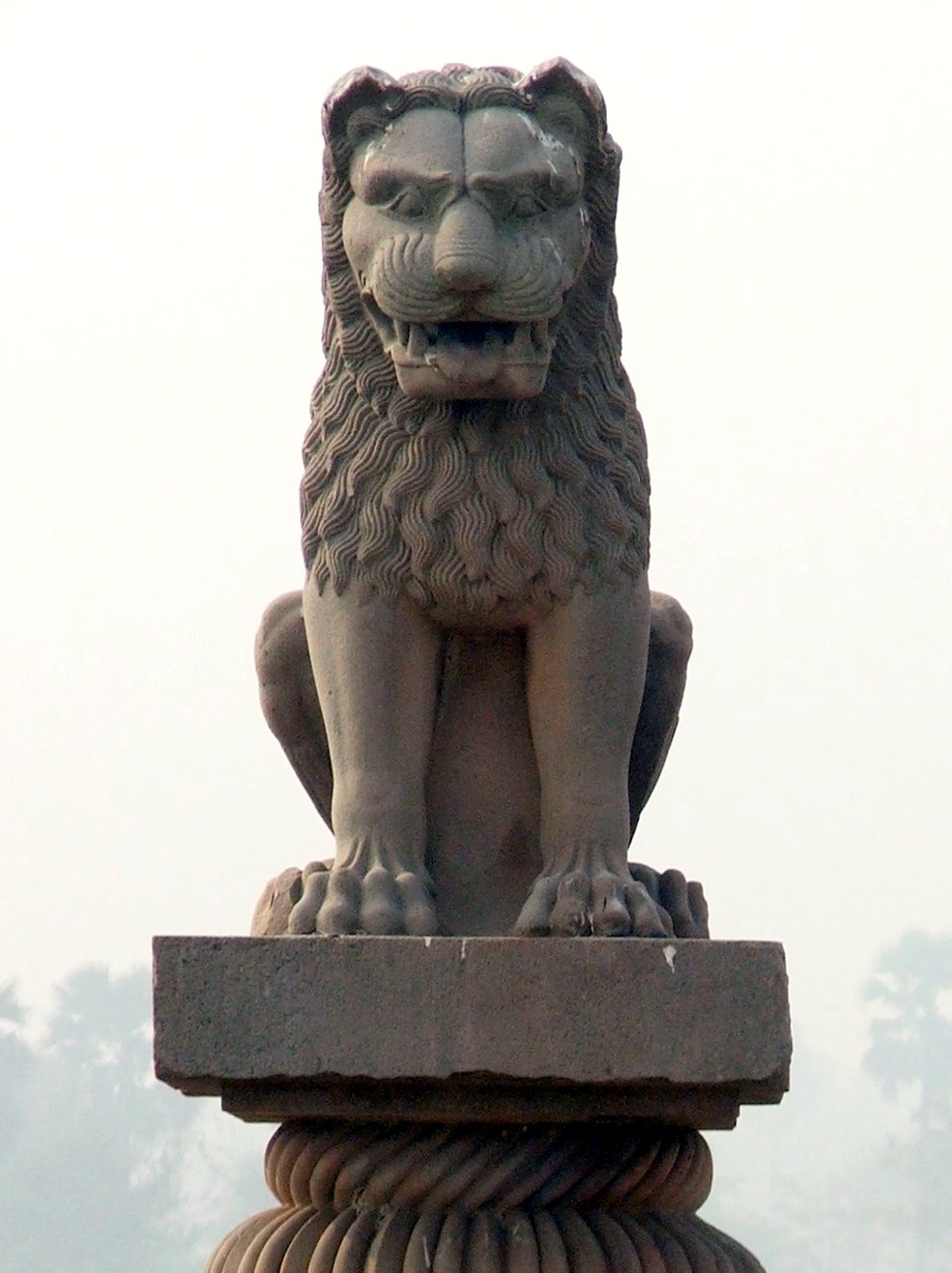
Pilier d'Ashokan à Vaishali, Bihar, Inde. Construit par l'empereur Ashoka vers 250 avant J.-C.

L'ashokavadāna est texte bouddhique de l'Inde ancienne, écrit en sanskrit, qui narre les principaux événements de la vie de l'empereur Ashoka, célèbre pour avoir favorisé le développement du bouddhisme en Inde durant le iiie siècle avant l'ère commune. Les récits réunis dans cet ouvrage relèvent à la fois de l'histoire et de la légende, et se rattachent au genre de contes édifiants appelé Avadāna. 
On y apprend notamment que Ashoka aurait construit 84 000 stupas. L'ouvrage se trouve en partie dans le Divyavadana. Seule sa version chinoise donne le texte en intégralité.

## Le texte
On trouve de très nombreuses narrations de l'histoire d'Ashoka, en sanskrit, mais aussi en pali, chinois, tibétain, japonais, birman, thaï, singhalais, parmi d'autres langues d'Asie. Le texte sanskrit fait partie de la vaste anthologie du Divyavadana, mais les deux traductions en chinois (à partir de deux manuscrits sanskrits différents) que l'on connaît, le A-yü wang chuan, traduit vers 300 EC et le A-yü wang ching, traduit en 512, prouvent bien que le texte existe aussi sous la forme d'ouvrage indépendant. On connaît aussi des versions en khotanais, une langue iranienne.  

### Origine et enjeux
Le bouddhologue John Strong explique que la version sanskrite qu'il traduit a sans doute été compilée dans le milieu bouddhiste du Nord-Ouest de l'Inde au cours du iie siècle de notre ère. Ce texte reflète les croyances et conceptions que l'on retrouve dans la littérature populaire sanskrite des Avadâna, auxquelles se sont ajoutées des influences plus lointaines venues du Sri-Lanka et de l'Asie du Sud-Est, où Ashoka était vu comme le paradigme du roi parfait. Il soulève aussi un certain nombre de questions importantes pour le bouddhisme en Asie sur la nature du pouvoir royal bouddhique, les liens entre la communauté monastique (sangha) et le pouvoir, la valeur de la pratique des mérites (punya), la place de la dévotion dans le bouddhisme.